# Beat Crazy
Albums de Joe Jackson
I'm the Man
(1979) Joe Jackson's Jumpin' Jive
(1981)
Singles
1. Mad at You
Sortie : 1980
2. Beat Crazy
Sortie : Janvier 1981
3. One to One
Sortie : 1981

Beat Crazy est le troisième album studio de Joe Jackson (sous le nom de Joe Jackson Band), sorti en octobre 1980.
L'album s'est classé 41e au Billboard 200 et 42e au UK Albums Chart.
Beat Crazy n'a pas connu un grand succès commercial, sans doute en raison de l'absence de tournée promotionnelle. C'est le seul album crédité sous le nom de Joe Jackson Band jusqu'au Volume 4 paru en 2003.

## Liste des titres
Toutes les chansons sont écrites et composées par Joe Jackson.
| 1. | Beat Crazy (Interprété par Graham Maby) | 4:16 |
| 2. | One to One                              | 3:21 |
| 3. | In Every Dream Home (A Nightmare)       | 4:32 |
| 4. | Evil Eye                                | 3:46 |
| 5. | Mad at You                              | 6:00 |

| 1. | Crime Don't Pay  | 4:26 |
| 2. | Someone Up There | 3:47 |
| 3. | Battleground     | 2:33 |
| 4. | Biology          | 4:34 |
| 5. | Pretty Boys      | 3:41 |
| 6. | Fit              | 4:47 |

## Personnel
- Joe Jackson : chant, claviers, mélodica
- Gary Sanford : guitares
- Graham Maby : basse, chant
- David Houghton : batterie, chant